# Tomasz Hergesel
Tomasz Arnold Hergesel (ur. 17 maja 1943 w Dobrzeniu Wielkim) – ksiądz katolicki, biblista, profesor nauk teologicznych.

## Życiorys
Studia filozoficzno–teologiczne odbył w Seminarium Duchownym we Wrocławiu. Święcenia kapłańskie otrzymał 21 czerwca 1969. Kontynuował studia w Rzymie, gdzie w 1973 uzyskał licencjat na Biblicum. Doktorat obronił na Papieskim Uniwersytecie Gregoriańskim w 1975. Od 1976 - prefekt w Seminarium Duchownym we Wrocławiu. Studiował germanistykę na Uniwersytecie Wrocławskim w latach 1979–1981. Został wykładowcą Papieskiego Wydziału Teologicznego we Wrocławiu. Habilitował się na Katolickim Uniwersytecie Lubelskim w 1983. W 1998 uzyskał tytuł profesora nauk teologicznych. W 2001 został profesorem zwyczajnym Papieskiego Wydziału Teologicznego we Wrocławiu.
Autor popularnych artykułów z zakresu biblistyki w czasopiśmie Jak być człowiekiem?. W 1997 został kapelanem honorowym Ojca Świętego.